# Биньчжоуская железная дорога

Биньчжоуская железная дорога (кит. трад. 濱洲鐵路, упр. 滨洲铁路, пиньинь bīnzhōu tiělù) также известная как Харбин-Маньчжурская железная дорога — двухпутная железнодорожная магистраль, расположенная на северо-востоке Китая (Дунбэй и Внутренняя Монголия). Дорога протяжённостью 935 километров соединяет Харбин с приграничной Маньчжурией (граница Китая и России) и изначально была западной частью Китайско-Восточной железной дороги. Ныне является одним из важнейших транспортных коридоров, в том числе по ней осуществляется грузоперевозки между Россией и Китаем (пограничный переход Маньчжурия — станция Забайкальск Забайкальской железной дороги).

## Трасса
Биньчжоуская железная дорога начинается от приграничного города Маньчжурия и далее идёт через округ Хулун-Буир, проходя через город Хайлар и уезды Якэши и Чжаланьтунь. Данный участок дороги является довольно пологим и уклоны на нём не превышают 8 тысячных. Далее дорога пересекает вулканический хребет Большой Хинган, на котором уклоны достигают уже 15 тысячных (1,5 %). Далее дорога идёт по провинции Хэйлунцзян, где пересекает такие города, как Цицикар, нефтегазовый центр Дацин, Анда, после чего спускается в плодородную долину реки Сунгари, которую пересекает по Биньчжоускому железнодорожному мосту длиной свыше километра и входит в город Харбин.

## История

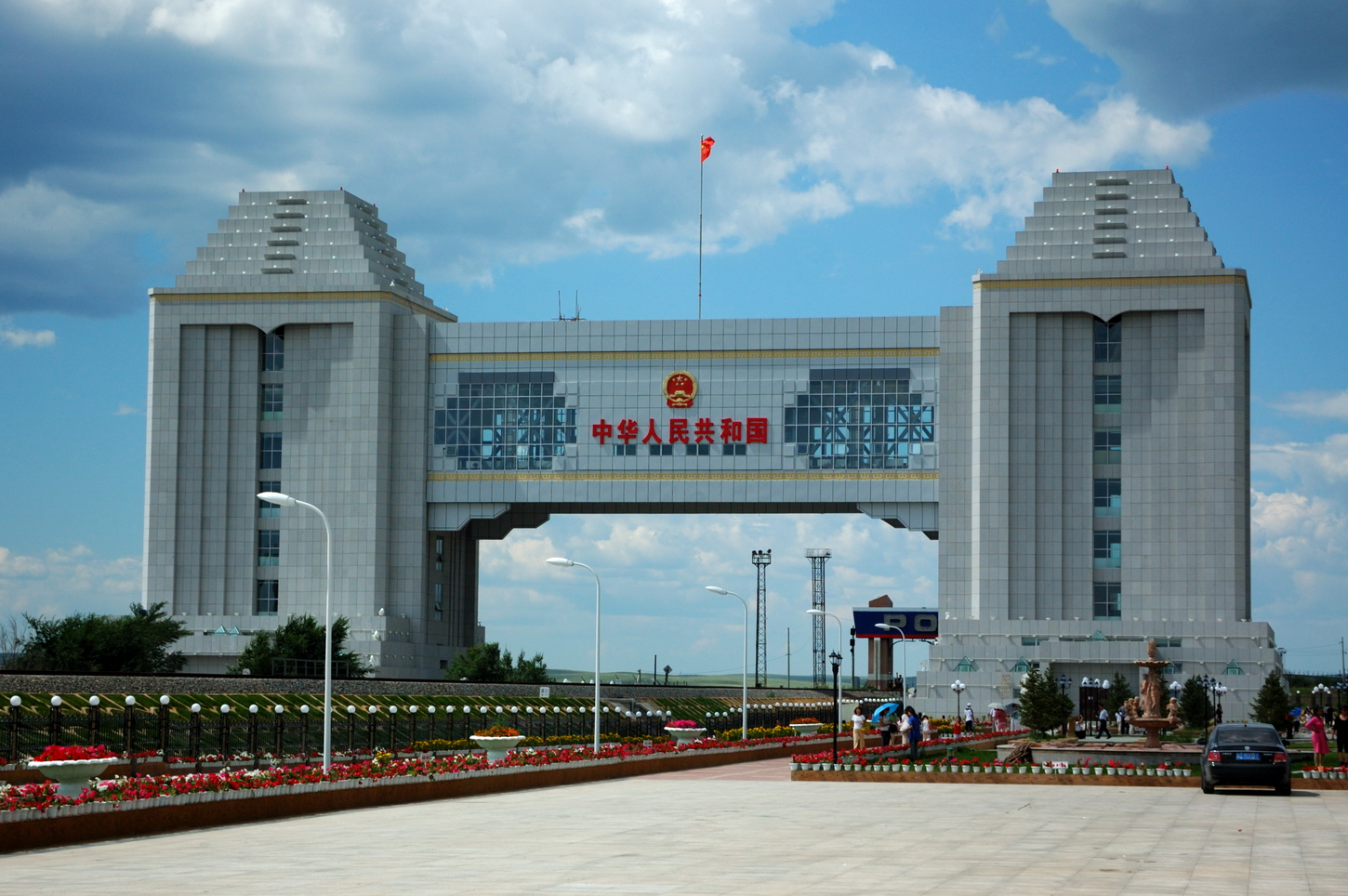
На китайско-российской границе в Маньчжурии

Строившийся с начала 1890-х Великий Сибирский путь изначально от Байкала до Владивостока должен был идти через Сретенск, вдоль русско-китайской границе и реки Амур, и через Хабаровск (Амурская железная дорога). Однако участок вдоль Амура отличался высокой геологической сложностью, поэтому к 1895 году была выдвинута идея о постройке железной дороги через Маньчжурию. Выгодность строительства этой дороги обосновывал и министр финансов С. Ю. Витте. Строительство будущей Китайско-Восточной железной дороги началось в 1897 году. Этот же год считается годом основания Харбина — города, расположенного на берегу реки Сунгари и в котором железнодорожная магистраль разделалась на две ветки: владивостокскую и порт-артурскую. Строительство дороги велось с осложнениями, в частности из-за малой изученности местности, низкой квалификацией китайцев-строителей и нападений хунхузов. Отдельной проблемой стало боксёрское восстание. Восставшие повреждали железнодорожные пути и убивали рабочих, среди их жертв оказался и начальник строительного участка Б. В. Верховский. При проходке через Большой Хинган большие трудности возникли в ходе строительства Хинганского тоннеля. Однако несмотря на все сложности, уже 14 января 1902 года было открыто временное движение по Харбин-Маньчжурской железной дороге, а в июне 1903 года Китайско-Восточная железная дорога была официально открыта.